# Goły Wierch Rusinowy
Der Goły Wierch Rusinowy ist ein Berg am Fuße der polnischen Hohen Tatra mit einer Höhe von 1206 m n.p.m.

## Lage und Umgebung
Der Gipfel liegt in der Nähe des Panoramawegs Oswald-Balzer-Weg am Rande des Tatra-Nationalparks.

## Tourismus
Über den Goły Wierch Rusinowy führt ein Wanderweg vom Wierchporoniec ins Zentrum der Hohen Tatra.

## Etymologie
Der Name Goły Wierch Rusinowy lässt sich als Nackter Rusinowa-Gipfel übersetzen.

### Routen zum Gipfel
Auf den Gipfel führt ein Wanderweg: 
- ▬ Der grün markierte Wanderweg beginnt auf dem Berg Wierchporoniec und führt über den Gipfel auf die Alm Rusinowa Polana und den Gipfel Gęsia Szyja sowie weiter ins Tal Dolina Gąsienicowa.

## Belege
- Zofia Radwańska-Paryska, Witold Henryk Paryski, Wielka encyklopedia tatrzańska, Poronin, Wyd. Górskie, 2004, ISBN 83-7104-009-1.
- Tatry Wysokie słowackie i polskie. Mapa turystyczna 1:25.000, Warszawa, 2005/06, Polkart ISBN 83-87873-26-8.